# Viticulture en Hongrie

Les 22 régions viticoles de Hongrie
1 - Sopron (région viticole de Sopron)
2 - Somlo (région viticole de la Grand-plaine-hongroise)
3 - Zala (région viticole de Zala)
4 - Balaton (région viticole du Balaton)
5 - Badacsony (région viticole de Badacsony)
6 - Balatonfüred-Csopak (région viticole de Balatonfüred-Csopak)
7 - Balatonboglár (région viticole de Balatonboglári)
8 - Pannonhalma (région viticole de Pannonhalma)
9 - Mor (région viticole de Mór)
10 - Etyek-Buda (région viticole de Etyek-Buda)
11 - Ászár Neszmély (région viticole de Ászár Neszmélyi)
12 - Tolna (région viticole de Tolna)
13 - Szekszárd (territoires du vin)
14 - Pécs (région viticole de Pécs (Mecsekalja))
15 - Villány (territoires du vin)
16 - Hajós-Baja (région viticole de Hajós-Baja)
17 - Kunság (région viticole de Kunsági)
18 - Csongrád (région viticole de Csongrád)
19 - Matra (région viticole de Matra)
20 - Eger (région viticole de Eger)
21 - Beech (région viticole de Bükki)
22 - Tokaj (région viticole de Tokaj)

La  viticulture en Hongrie date de l'Antiquité. Ce sont les Romains qui ont apporté la consommation de vin sur le territoire de l'actuelle Hongrie, incitant les Celtes à cultiver la vigne. 
La Hongrie est surtout connue pour son célèbre vin, le Tokaji. Ce vin blanc liquoreux efface par son prestige international les autres productions. La qualité a connu une sérieuse baisse de durant toute la période communiste, mais les investissements étrangers depuis la chute du rideau de fer hissent la production vers une qualité reconnue.
Ses vignobles s'étendent sur 140 000 hectares à l'ouest et au centre du pays. Avec 4 millions d'hectolitres produits en 2003, elle se place au 15e rang mondial, sensiblement au même niveau que la Grèce.
L'entrée du pays dans l'Union européenne pourrait se traduire par une forte diminution des taxes sur les vins européens et donc une concurrence dangereuse pour la viticulture hongroise de la part d'agricultures nettement plus productives. 

## La réglementation hongroise
La Hongrie, pays membre de l'Union européenne, depuis le 1er mai 2004, applique les règlements européens, qui ont supplanté la législation nationale.

## Historique

### Étymologie
Seules deux langues européennes n'ont pas un mot pour nommer le vin tiré de la racine pré-indoeuropéenne *w(o)in- : le basque et le hongrois. En hongrois quelque 200 mots sont d'origine turco-bulgare, notamment des mots relatifs à l'agriculture comme le mot « vin », ainsi que des mots comme « lettre (de l'alphabet) » et « écrire » relatifs à une écriture runique hongroise d'origine turque ancienne, ce qui suggère des contacts culturels importants avec les peuples turcs , et à travers eux avec les premiers viticulteurs du Sud-Caucase.
À titre d'exemples, on trouve :
- Szőlő : « raisin »
- Bor : « vin »
- Ászok : « tonneau »
- Áldomás : « bénédiction, libation »

### Antiquité
La viticulture en Hongrie débute lors de la conquête de la rive sud du Danube par les Romains. Les échanges commerciaux de vin et d'autres produits, incitent les Celtes à planter de la vigne. 

### Moyen Âge
Les Magyars apportent avec eux des techniques de viticulture orientale lors de leur invasion au IXe siècle.

## Période contemporaine

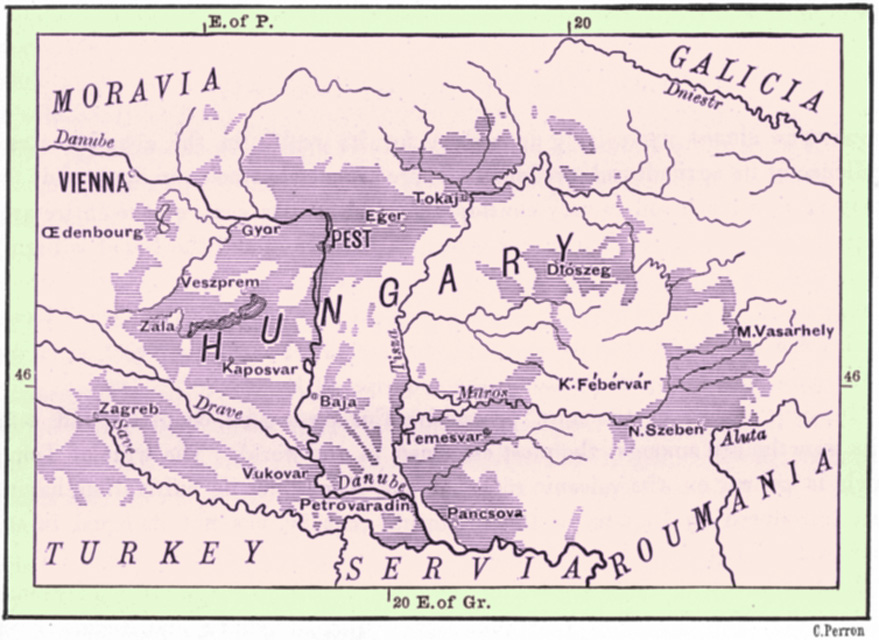
Terroirs viticoles en Hongrie en 1885

## Géographie

### Climatologie
La Hongrie est un pays qui subit des influences équilibrées entre le climat continental qui sévit dans les pays plus au nord et le climat méditerranéen. Le mélange donne un contraste entre des hivers froids et des étés chauds. Le pays bénéficie d'une moyenne de 2 000 heures d'ensoleillement par an.

### Géologie et orographie
60 % du pays est constitué d'une plaine qui ne dépasse pas 200 mètres d'altitude. Le point culminant est le mont Galyateto (1000 mètres). Ce relief explique la grande quantité de lacs. Le plus grand est le lac Balaton. L'effet modérateur de ces lacs sur le climat explique que les vignobles en soient voisins.

## Les cépages cultivés en Hongrie
La Hongrie a répertorié 300 cépages sur son territoire. Dans la réalité, certains ne sont utilisés que très localement et seules 27 variétés dépassent 1 % de représentativité. Il reste environ 9 000 hectares d'hybrides interspécifiques, des variétés issues du croisement de la vigne européenne, Vitis vinifera avec des vignes américaines, Vitis labrusca, Vitis riparia, Vitis berlandieri, etc. Leur qualité inégale les élimine des vins les plus renommés mais leur résistance exceptionnelle au froid et aux maladies cryptogamiques les rend utile en zone froide et dans les 2 % d'exploitation en viticulture biologique.
Le vignoble comporte 70 % de raisin de cuve (destiné à être vinifié) blanc, 28 % de raisin de cuve rouge et 2 % de raisin de table.
Tableau des différents cépages cultivés en Hongrie
| \| \| Cépages blancs \| | \| \| Cépages blancs \| | \| \| Cépages blancs \| | \| \| Cépages blancs \| |
| --- | --- | --- | --- |
| - Aletta - Aligoté - Arany sárféher - Bacchus - Bakator - Bánáti rizling - Bianca - Blauer Silvaner - Bouvier - Budai zöld - Chardonnay - Chasselas - Cirfandli - Csabagyöngye - Cserszegi fűszeres - Csillám - Csomorika - Ezerfürtű - Ezerjó - Furmint - Generosa - Gesztus - Göcseji zamatos | - Gohér - Hárslevelű - Heuréka - Irsay Oliver - Jubileum 75 - Juhfark - Karát - Kéknyelű - Kerner - Királyleányka - Kocsis Irma - Frühroter Veltliner - Korona - Kövérszőlő - Kövidinka féher - Kövidinka rose - Kunbarát - Kunleány - Lakhegyi mézes - Leányka - Líra - Magyar rizling - Mátrai muskotály | - Honigler - Muscadelle - Nektár - Nosztori rizling - Odysseus - Orpheus - Ottonel muskotály - Pátria Pátria - Perlette - Pinot blanc - Pintes - Piros chasselas - Piros szlanka - Piros veltelíni (Roter Veltliner) - Pölöskei muskotály - Pozsonyi fehér - rajnai rizling - Refrén - Rizlingszilváni (Müller-Thurgau) - Rozália - Rózsakő - Sárga muskotály (Muscat blanc à petits grains) - Sauvignon blanc | - Sémillon - Szürkebarát (Pinot gris) - Táltos - Tarcal 10 - Taurus - Tramini - Vértes csillaga - Viktor - Viktória gyöngye - Villard blanc - Viognier - Vulcanus - Zalagyöngye - Zefír - Zengő - Zenit - Zéta - Zeus - Zöld szagos - Zöld szilváni - Zöld veltelíni (Grüner Veltliner) |
| | Cépages blancs | | |

| \| \| Cépages rouges \| | \| \| Cépages rouges \|                                                                                   | \| \| Cépages rouges \|                                                                                  | \| \| Cépages rouges \|                                                    |
| --- | --- | --- | -------------------------------------------------------------------------- |
| - Alibernet - Alicante Bouschet - Bíbor kadarka - Blauburger - Frühburgunder (Pinot noir précoce) - Cabernet Franc - Cabernet Sauvignon | - Domina - Duna gyöngye - Gamay - Hamburgi muskotály (Muscat de Hambourg) - Kadarka - Kármin - Kékfrankos | - Kékmedoc - Kékoportó (Portugais bleu) - Korai bíbor - Magyar frankos - Médina - Merlot - Mészi kadarka | - Nero - Pannon frankos - Pinot noir - Rubintos - Syrah - Turán - Zweigelt |
| | Cépages rouges                                                                                            | |                                                                            |

## Les terroirs hongrois

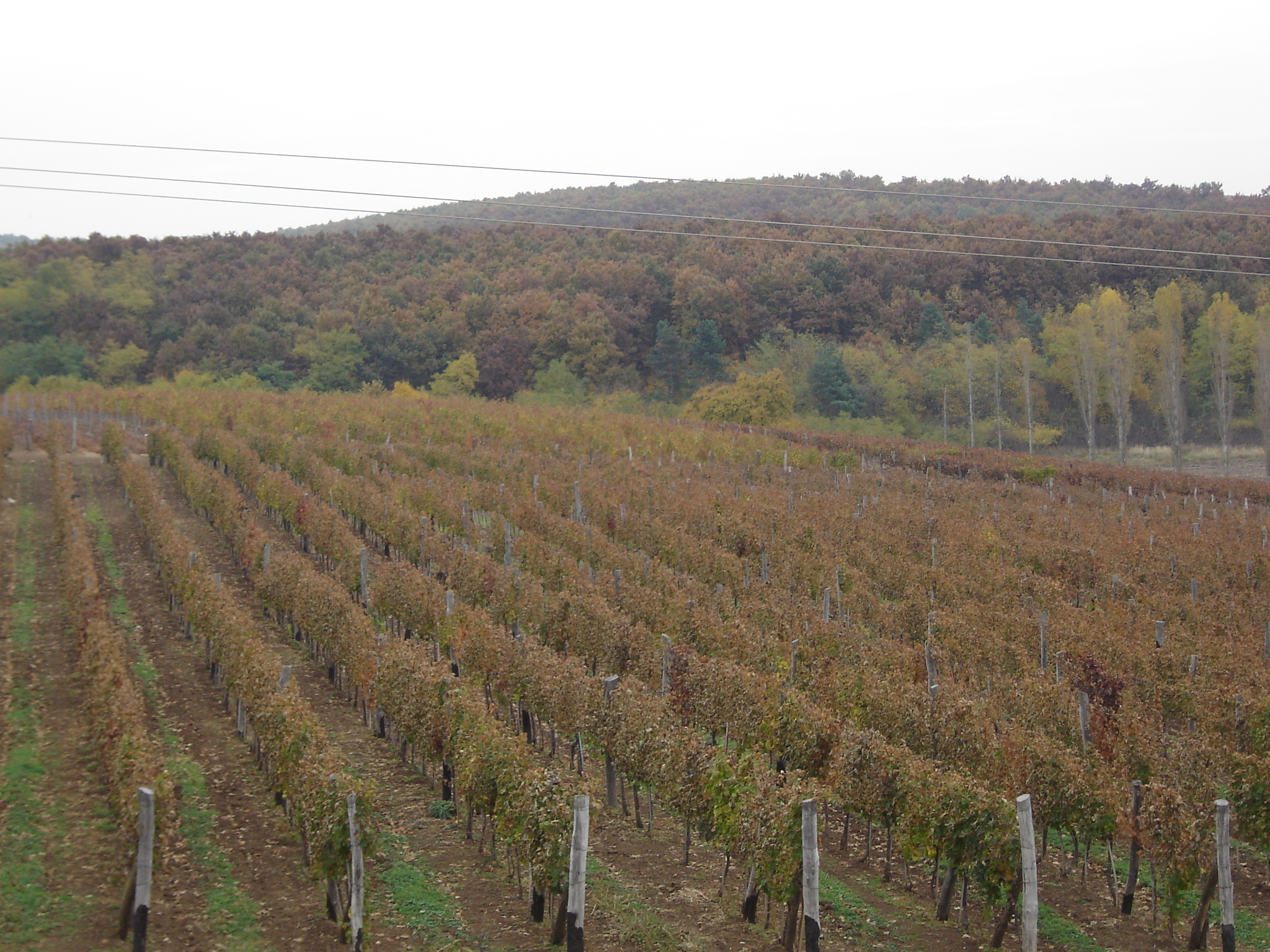
Vignoble de Eger

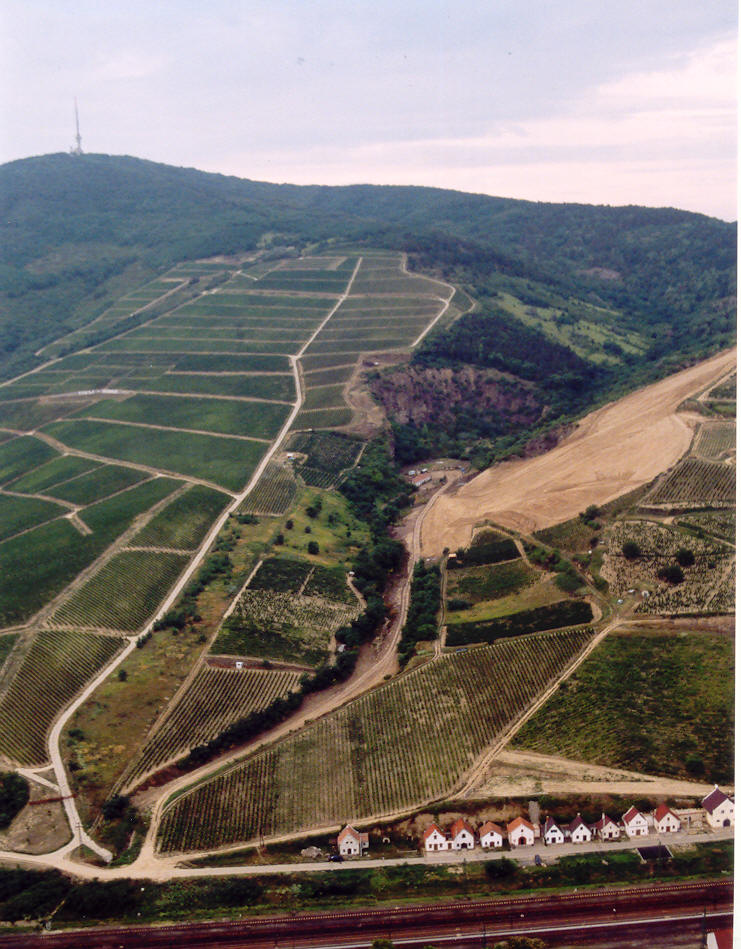
Vue aérienne du vignoble de Tokay

1. Sopron (région viticole de Sopron)
2. Somló (région viticole de la Grand-plaine-hongroise)
3. Zala (région viticole de Zala)
4. Balaton (région viticole du Balaton)
5. Badacsony (région viticole de Badacsony)
6. Balatonfüred-Csopak (région viticole de Balatonfüred-Csopak)
7. Balatonboglár (région viticole de Balatonboglári)
8. Pannonhalma (région viticole de Pannonhalma)
9. Mór (région viticole de Mór)
10. Etyek-Buda (région viticole de Etyek-Buda)
11. Ászár-Neszmély (région viticole de Ászár Neszmélyi)
12. Tolna (région viticole de Tolna)
13. Szekszárd (territoires du vin)
14. Pécs (région viticole de Pécs (Mecsekalja))
15. Villány (territoires du vin)
16. Hajós-Baja (région viticole de Hajós-Baja)
17. Kunság (région viticole de Kunsági)
18. Csongrád (région viticole de Csongrád)
19. Matra (région viticole de Matra)
20. Eger (région viticole d'Eger)
21. Bükk (région viticole de Bükki)
22. Tokay (région viticole de Tokaj)

## Sources